# Dambach
För andra betydelser, se Dambach (olika betydelser).
Dambach är en kommun i departementet Bas-Rhin i regionen Grand Est (tidigare regionen Alsace) i nordöstra Frankrike. Kommunen ligger i kantonen Niederbronn-les-Bains som tillhör arrondissementet Haguenau. År 2022 hade Dambach 755 invånare.

## Befolkningsutveckling
Antalet invånare i kommunen Dambach
| Referens: INSEE |